# Medaille für hervorragende Leistungen im Dienst für Deutschland
Die Medaille für hervorragende Leistungen im Dienst für Deutschland war eine staatliche Auszeichnung  der Deutschen Demokratischen Republik (DDR), welche in Form einer tragbaren Medaille verliehen wurde.

## Geschichte
Gestiftet wurde die Medaille am 24. Juli 1952 in einer Stufe. Ihre Verleihung erfolgte für hervorragende Leistungen beim Wiederaufbau Deutschlands, speziell auf dem Territorium der DDR. Obwohl die Medaille offiziell gestiftet wurde, sind bisherige Verleihungen oder Musterprägungen hierzu nicht bekannt geworden.
Gleichwohl existiert eine nichtstaatliche Auszeichnung der DDR, die allem Anschein nach das Muster der o. g. Medaille aufzugreifen scheint und ebenfalls am 24. Juli 1952 gestiftet wurde. Diese Medaille wurde unter den Namen Abzeichen für den erfolgreichen Abschluss des halbjährigen freiwilligen Arbeitseinsatzes im Dienst für Deutschland bekannt. 

## Aussehen und Tragweise
Die versilberte Medaille besitzt die Form eines Spatenblattes, das wiederum blau emailliert ist. Das Spatenblatt wird von einem unten gekreuzten, nach oben hin gebogenen offenen Lorbeerzweig (links) und Eichenlaubzweig (rechts) flankiert. In der Mitte des Spatenblattes befinden sich ein Hammer und eine Schaufel, die gekreuzt dargestellt sind. Unter diesem Symbol ist auf einem kleinen Balken die Jahreszahl 1953 zu lesen. Die Unterkante des Spatenblatts wird von einem Schriftband abgeschlossen, auf dem in schwarzen Buchstaben =DIENST FÜR DEUTSCHLAND= zu lesen ist. Getragen wurde diese Medaille wohl als Steckabzeichen auf der linken Brustseite.